# Пришляки
Пришляки (укр. Пришляки) — село в Оброшинской сельской общине Львовского района Львовской области Украины.
Население по переписи 2001 года составляло 47 человек. Почтовый индекс — 81115. Телефонный код — 3230.